# Ion Moina

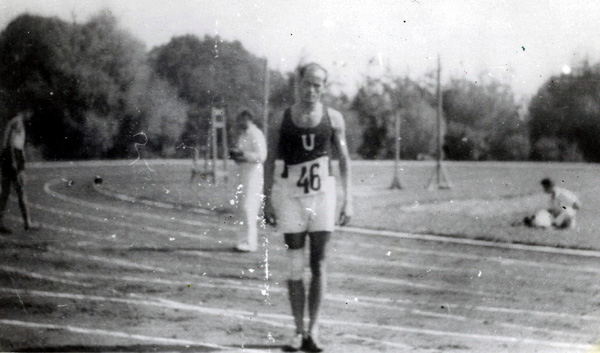
Ion Moina în 1946

Ioan Moina (n. 23 mai 1921, Nimigea, România – d. 15 februarie 1990, Cluj-Napoca, România) a fost un atlet român, profesor, multiplu campion național și balcanic la 100 m și 200 m.

## Biografie
Părinții celebrului atlet sunt originari din Aruncuta și Soporu de Câmpie (mama acestuia s-a născut în Aruncuța, numele de fată fiind Sărmășan Susana și a locuit pe actualul amplasament al casei de la nr. 312), iar tatăl acestuia s-a născut în Soporu de Câmpie și a lucrat o perioadă la spitalul din Mociu, unde a copilărit și celebrul sportiv. 
La 16 ani, după terminarea celor cinci clase la școala din Mociu, s-a înscris la Școala Normală din Cluj. A participat la campionatele interșcolare, unde a fost remarcat de profesorul Gheorghe Comănaru. Acesta l-a îndemnat să vizioneze filmul Olimpiada din Berlin, unde l-a văzut pe Jesse Owens, cel cu care a visat toată viața să concureze.
Sub culorile clubului Șoimii, a participat la Campionatele naționale de juniori de la Brașov (1938), neobținând rezultate notabile. Și-a îmbunătățit performanțele la Campionatele naționale de juniori de la Cluj, unde a ocupat locul întâi la proba de săritură în lungime cu 6,71 metri. La următoarele campionate regionale a câștigat proba de 200 metri cu timpul de 22,8 secunde și a fost selecționat în lotul național pentru concursul de la Klaugenfurt, unde a terminat pe ultimul loc. În 1939 juniorul Moina a câștigat proba de 100 metri a Campionatului național de la Predeal cu timpul de 10,9 secunde. A fost selecționat pentru Balcaniada de la Atena, dar nu a participat din cauza unei accidentări.
În 1941 a intrat la Academia Națională de Educație Fizică devenind licențiat în 1945, când s-a întors la Cluj. În 1946 Ion Moina a stabilit un nou record național, cu timpul de 10,4 secunde la proba de 100 metri. Recordul său a fost doborât abia după 20 de ani.
De-a lungul carierei sale, Ion Moina a participat la peste 70 de concursuri internaționale, a fost de 27 de ori campion al României și a stabilit 33 de recorduri naționale. La Balcaniada de la Tirana din 1946 a câștigat 5 medalii de aur. În 1943 i s-a acordat Premiul Național pentru Sport, în urma performanțelor obținute în atletism și pentru recordurile stabilite în probele de 100 metri și 200 metri.
Din 1954 și până la pensionare a condus Catedra de Educație Fizică a Institutului Politehnic din Cluj. În cinstea sa, clujenii și-au redenumit stadionul cu numele său.
A decedat la data de 15 februarie 1990 în Cluj-Napoca.